# روبرت رایموند
روبرت رایموند (انگلیسی: Robert Raymond؛ زادهٔ ۱۴ آوریل ۱۹۳۰) دوچرخه‌سوار اهل بلژیک است.